# The Rumbling
 (mars 2023).
The Rumbling est un single enregistré par le groupe de metal alternatif SiM, sorti de l'EP Beware du label Pony Canyon. La version télévisé de la chanson est sortie le 10 janvier 2022, alors que la version complète est sortie le 7 février 2022. La chanson est devenu le thème du générique de l'anime L'Attaque des Titans, saison finale, partie 2.

## Composition et paroles
The Rumbling a été écrit entièrement en anglais, en clé de Do mineur et a un tempo de 145 BPM. Elle a été composée par le groupe et les paroles ont été écrites par le chanteur MAH pour l'anime L'Attaque des Titans, saison finale, partie 2,, La chanson est décrite comme une chanson de metalcore avec de nombreux instruments à cordes.

## Clip musical
Le clip musical pour The Rumbling est sorti le 2 mars 2022 après être annoncé avec deux bandes-annonces trois semaines avant. Dirigé par Taiyo Yamamoto, il montre le groupe jouer et chanter la chanson avec un décor de L'Attaque des Titans. En février 2023, le clip compte plus de 35 millions de vues sur YouTube.
Le groupe a également publié les vidéos officielles de lecture instrumentale pour batterie, basse et guitare sur leur chaîne YouTube.